# Liga de Futebol de São Pedro e Miquelão
Em São Pedro e Miquelão, existem três clubes amadores, jogando apenas um nível. Por causa do clima severo, a liga só pode ser disputada a partir do início de junho e do final de setembro de cada ano. O atual presidente é Hervé Huet.

## História
A liga foi organizada em 1976 principalmente por Louis Quedinet, que continuaria sendo presidente da liga por dezoito anos. Por seus esforços, ele foi introduzido no Hall of Fame do Futebol da Terra Nova e do Labrador em 2013.

## Clubes
Existem apenas três clubes amadores em São Pedro e Miquelão.
| Clube                 | Comuna            |
| --------------------- | ----------------- |
| A.S. Ilienne Amateurs | São Pedro         |
| A.S. Miquelonnaise    | Miquelão-Langlade |
| A.S. Saint-Pierraise  | São Pedro         |

## Campeões
| Ano  | Campeão               | Vice-campeão          | Terceiro lugar       |
| ---- | --------------------- | --------------------- | -------------------- |
| 1976 | A.S. Ilienne Amateurs |                       |                      |
| 1977 | A.S. Ilienne Amateurs |                       |                      |
| 1978 | A.S. Ilienne Amateurs |                       |                      |
| 1979 | A.S. Ilienne Amateurs |                       |                      |
| 1980 | A.S. Ilienne Amateurs |                       |                      |
| 1981 | A.S. Ilienne Amateurs |                       |                      |
| 1982 | A.S. Ilienne Amateurs |                       |                      |
| 1983 | A.S. Ilienne Amateurs |                       |                      |
| 1984 | A.S. Ilienne Amateurs |                       |                      |
| 1985 | A.S. Ilienne Amateurs |                       |                      |
| 1986 | A.S. Ilienne Amateurs |                       |                      |
| 1987 | A.S. Ilienne Amateurs |                       |                      |
| 1988 | A.S. Saint-Pierraise  |                       |                      |
| 1989 | A.S. Ilienne Amateurs |                       |                      |
| 1990 | A.S. Ilienne Amateurs |                       |                      |
| 1991 | A.S. Ilienne Amateurs |                       |                      |
| 1992 | A.S. Saint-Pierraise  |                       |                      |
| 1993 | A.S. Saint-Pierraise  |                       |                      |
| 1994 | A.S. Saint-Pierraise  |                       |                      |
| 1995 | A.S. Saint-Pierraise  |                       |                      |
| 1996 | A.S. Ilienne Amateurs |                       |                      |
| 1997 | A.S. Saint-Pierraise  |                       |                      |
| 1998 | A.S. Saint-Pierraise  |                       |                      |
| 1999 | A.S. Miquelonnaise    |                       |                      |
| 2000 | A.S. Saint-Pierraise  |                       |                      |
| 2001 | A.S. Saint-Pierraise  |                       |                      |
| 2002 | A.S. Ilienne Amateurs | A.S. Saint-Pierraise  | A.S. Miquelonnaise   |
| 2003 | A.S. Ilienne Amateurs | A.S. Saint-Pierraise  | A.S. Miquelonnaise   |
| 2004 | A.S. Ilienne Amateurs | A.S. Miquelonnaise    | A.S. Saint-Pierraise |
| 2005 | A.S. Miquelonnaise    | A.S. Ilienne Amateurs | A.S. Saint-Pierraise |
| 2006 | A.S. Ilienne Amateurs |                       |                      |
| 2007 | A.S. Saint-Pierraise  |                       |                      |
| 2008 | A.S. Miquelonnaise    |                       |                      |
| 2009 | A.S. Ilienne Amateurs |                       |                      |
| 2010 | A.S. Ilienne Amateurs | A.S. Miquelonnaise    | A.S. Saint-Pierraise |
| 2011 | A.S. Ilienne Amateurs | A.S. Saint-Pierraise  | A.S. Miquelonnaise   |
| 2012 | A.S. Ilienne Amateurs | A.S. Miquelonnaise    | A.S. Saint-Pierraise |
| 2013 | A.S. Ilienne Amateurs | A.S. Miquelonnaise    | A.S. Saint-Pierraise |
| 2014 | A.S. Ilienne Amateurs |                       |                      |
| 2015 | A.S. Saint-Pierraise  |                       |                      |
| 2016 | A.S. Saint-Pierraise  | A.S. Ilienne Amateurs | A.S. Miquelonnaise   |
| 2017 | A.S. Ilienne Amateurs | A.S. Saint-Pierraise  | A.S. Miquelonnaise   |
| 2018 | A.S. Ilienne Amateurs |                       |                      |
| 2019 | A.S. Saint-Pierraise  | A.S. Ilienne Amateurs | A.S. Miquelonnaise   |
| 2020 |                       |                       |                      |